# Violet Radcliffe
Pour les articles homonymes, voir Radcliffe.
Violet Radcliffe est une actrice américaine née le 4 août 1904 à Niagara Falls, New York (États-Unis), décédée le 4 mai 1965 à Los Angeles (États-Unis).

## Biographie
Selon plusieurs recensements américains, Violet Bonita Radcliffe est née le 20 août 1904 à Niagara Falls, New York, de Harry Belmont Radcliffe et Ida F. Davenport,. Cependant, au cours de sa carrière, on disait qu'elle avait quatre ans de moins, ce qui laisse supposer qu'elle était née en 1908.. Elle a commencé à jouer alors qu'elle n'avait que deux mois, et elle était assez jeune lorsqu'elle est apparue dans son premier film, Quo Vadis en 1913.
Elle a joué le rôle des garçons dans au moins dix-huit films entre 1915 et 1917. Elle s'est spécialisée dans les comédies et les contes de fées dans lesquels tous les acteurs étaient censés avoir moins de dix ans. Elle a joué une série de méchants adorables pour Majestic, dont le personnage de Dan en The Straw Man, Bilie's Goat, The Little Cupids et The Little Life Guard (1915). Ellé a joué Al-Talib en Aladdin and the Wonderful Lamp (1917) et Long John Silver en Treasure Island (1918), realiseé par Fox.
Elle a joué Prince Rudolpho en Jack and the Beanstalk avec Francis Carpenter, Virginia Lee Corbin et Carmen De Rue. Elle est devenue régulière avec Carmen De Rue dans les Fox Kiddie Features.
Elle a quitté le cinéma en 1918, à l'âge supposé de dix ans. On savait peu de choses sur ce qu'elle était devenue après la fin de sa carrière à Hollywood, et on pensait qu'elle était décédée en 1926, à l'âge de 18 ans. En 1922, elle épouse Samuel Maddox, en 1927 Archie Lee Sims, tous deux à Los Angeles, et Eugene Woodford en 1935, à Vancouver, Washington,. Elle est décédée le 4 mai 1965 à Los Angeles, nommée Violet Bonita Beiringer,.

## Filmographie
- 1914 : Orphans of the Wild
- 1914 : Kids
- 1915 : The Baby
- 1915 : The Rivals
- 1915 : Little Dick's First Case
- 1915 : Dirty Fan Dan
- 1915 : Pirates Bold de Chester M. Franklin et Sidney Franklin
- 1915 : The Ashcan, or Little Dick's First Adventure
- 1915 : The Kid Magicians
- 1915 : The Healers
- 1915 : A Ten-Cent Adventure
- 1915 : The Runaways
- 1915 : The Straw Man
- 1915 : Billie's Goat
- 1915 : The Right to Live
- 1915 : The Little Cupids
- 1915 : For Love of Mary Ellen
- 1915 : The Little Life Guard
- 1915 : The Doll House Mystery
- 1916 : Let Katie Do It : Adams child
- 1916 : The Children in the House : Child
- 1916 : Going Straight (en) : Mrs. Van Dyke's Child
- 1916 : The Little School Ma'am
- 1916 : Everybody's Doing It de Tod Browning
- 1916 : Gretchen the Greenhorn : A Garrity Kid
- 1916 : La Conquête de l'or (en) (A Sister of Six) de Sidney Franklin : Eli
- 1916 : Children of the Feud de Joseph Henabery : Clayton child
- 1917 : Cheerful Givers de Paul Powell : Orphan
- 1917 : Jack et le Haricot magique (Jack and the Beanstalk) de Chester M. Franklin et Sidney Franklin : Prince Rudolpho
- 1917 : Aladin (Aladdin and the Wonderful Lamp) : Al-talib
- 1917 : Les Enfants dans la forêt (The Babes in the Woods) de Chester M. Franklin et Sidney Franklin : The Robber Prince
- 1918 : Treasure Island (en) : Long John Silver
- 1918 : Six Shooter Andy
- 1918 : Fan Fan : Chef